# يوجين غلوريا
يوجين غلوريا (بالإنجليزية: Eugene Gloria)‏ هو شاعر أمريكي، ولد في 1957.